# Steve Hoffman
Steve Hoffman (Camden, 8 settembre 1958) è un ex giocatore di football americano e allenatore di football americano statunitense.
Giocò come quarterback, running back, wide receiver, kicker e punter nei Dickinson Red Devils squadra rappresentativa del Dickinson College.
Nel 1987 venne in Italia come Kicker e Punter, oltre che come coach, nei Seahawks Bellusco che militavano in serie A.

## Carriera professionistica come allenatore
Nel 1987 iniziò la sua carriera nella NFL con i Dallas Cowboys come allenatore dei kicker e controllo della qualità dell'attacco e della difesa, poi nel 1996 non seguì più la difesa. Infine nel 2000 tenne solo il ruolo di controllo della qualità della difesa.
Nel 2006 passò agli Atlanta Falcons come assistente dello special team. L'anno seguente passò ai Miami Dolphins sempre con lo stesso ruolo fino al 2008.
Nel 2009 venne assunto dai Kansas City Chiefs come coordinatore dello Special Team, nel secondo anno migliorò notevolmente i risultati, rimase con i Chiefs fino al 2011.
Il 3 febbraio 2012 firmò con gli Oakland Raiders ancora per lo stesso ruolo. Ma a causa degli scarsi risultati venne esonerato.
Nella stagione 2013 trovò spazio con il ruolo di assistente dello special team con i Tennessee Titans.

## Vita familiare
È sposato con Aline.
Dal precedente matrimonio ha avuto un figlio: Luca e una figlia: Micaela.

## Vittorie e premi
- Super Bowl XXVII con i Dallas Cowboys "come allenatore"
- Super Bowl XXVIII con i Dallas Cowboys "come allenatore"
- Super Bowl XXX con i Dallas Cowboys "come allenatore".